# 1998 год в кино

## Фильмы

### Мировое кино
- «Американская история Икс» / American History X, США (реж. Тони Кэй)
- «Апрель» / Aprile, Италия-Франция (реж. Нанни Моретти)
- «Армагеддон» / Armageddon, США (реж. Майкл Бэй)
- «Бархатная золотая жила» / Velvet Goldmine, США (реж. Тодд Хейнс)
- «Беги, Лола, беги» / Lola rennt, Германия (реж. Том Тыквер)
- «Без чувств» / Senseless, США (реж. Пенелопа Сфирис)
- «Блэйд» / Blade, США (реж. Стивен Норрингтон)
- «Боги и монстры» / Gods and Monsters, США-Великобритания (реж. Билл Кондон)
- «Большой Лебовски» / The Big Lebowski, США (реж. Джоэл и Этан Коэн)
- «Булворт» / Bulworth, США (реж. Уоррен Битти)
- «Вам письмо» / You’ve Got Mail, США (реж. Нора Эфрон)
- «Вандомская площадь» / Place Vendôme, Франция (реж. Николь Гарсия)
- «Великан» / The Mighty, США (реж. Питер Челсом)
- «Вечность и один день» / Mia aioniotita kai mia mera, Греция (реж. Тео Ангелопулос)
- «Влюблённый Шекспир» / Shakespeare in Love, Великобритания-США (реж. Джон Мэдден)
- «Взрыватель» / Knock Off, США (реж. Цуй Харк)
- «Годзилла» / Godzilla, США (реж. Роланд Эммерих)
- «Город ангелов» / City of Angels, США-Германия (реж. Брэд Силберлинг)
- «Граф Монте-Кристо» / Le Comte De Monte Cristo (телесериал), Германия-Франция-Италия (реж. Жозе Даян)
- «Джиа» / Gia, США (реж. Майкл Кристофер)
- «Доктор Дулиттл» / Dr. Dolittle, США (реж. Бетти Томас)
- «Елизавета» / Elizabeth, Великобритания (реж. Шекхар Капур)
- «Звёздный путь: Восстание» / Star Trek: Insurrection, США (реж. Джонатан Фрейкс)
- «Знакомьтесь, Джо Блек» / Meet Joe Black, США (реж. Мартин Брест)
- «Идеальное убийство» / A Perfect Murder, США (реж. Эндрю Дэвис)
- «Идиоты» / Idioterne, Дания (реж. Ларс фон Триер)
- «Карты, деньги, два ствола» / Lock Stock and Two Smoking Barrels, Великобритания (реж. Гай Ричи)
- «Кровавый четверг» / Thursday, США (реж. Скип Вудс)
- «Куда приводят мечты» / What Dreams May Come, США-Новая Зеландия (реж. Винсент Уорд)
- «Легенда о пианисте» / La leggenda del pianista sull’oceano, Италия (реж. Джузеппе Торнаторе)
- «Любовники полярного круга» / Los amantes del Círculo Polar, Испания-Франция (реж. Хулио Медем)
- «Мачеха» / Stepmom, США (реж. Крис Коламбус)
- «Меня зовут Джо» / My Name Is Joe, Великобритания-Германия-Франция-Испания (реж. Кен Лоуч)
- «Мулан» / Mulan, США (реж. Тони Бэнкрофт, Бэрри Кук)
- «Осаждённые» / Besieged, Италия (реж. Бернардо Бертолуччи)
- «Осенняя сказка» / Conte d’automne, Франция (реж. Эрик Ромер)
- «Осторожно, двери закрываются» / Sliding Doors, Великобритания-США (реж. Питер Хауитт)
- «Отель Новая роза» / New Rose Hotel, США (реж. Абель Феррара)
- «Плезантвиль» / Pleasantville, США (реж. Гэри Росс)
- «Ронин» / Ronin, США (реж. Джон Франкенхаймер)
- «Солдатики» / Small Soldiers, США (реж. Джо Данте)
- «Секретные материалы: Борьба за будущее» / The X-Files, США (реж. Роб Боумэн)
- «Смертельное оружие 4» / Lethal Weapon 4, США (реж. Ричард Доннер)
- «Спасти рядового Райана» / Saving Private Ryan, США (реж. Стивен Спилберг)
- «Способный ученик» / Apt Pupil, США (реж. Брайан Сингер)
- «Столкновение с бездной» / Deep impact, США (реж. Мими Ледер)
- «Страх и ненависть в Лас-Вегасе» / Fear and Loathing in Las Vegas, США (реж. Терри Гиллиам)
- «Стриптиз-клуб» / The Players Club, США (реж. Айс Кьюб)
- «Такси» / Taxi, Франция (реж. Жерар Пирес)
- «Тёмный город» / Dark City, США-Австралия (реж. Алекс Пройас)
- «Тонкая красная линия» / The Thin Red Line, США (реж. Терренс Малик)
- «Торжество» / Festen. Dogme # 1, Дания-Швеция (реж. Томас Винтерберг)
- «Факультет» / The Faculty, США (реж. Роберт Родригес)
- «Целитель Адамс» / Patch Adams, США (реж. Том Шэдьяк)
- «Час пик» / Rush Hour, США (реж. Бретт Ратнер)
- «Человек в железной маске» / The Man in the Iron Mask, США-Франция-Великобритания (реж. Рэндел Уоллес)
- «Чёрная кошка, белый кот» / Црна мачка бели мачор, Франция-Германия-Югославия (реж. Эмир Кустурица)
- «Шестиструнный самурай» / Six-String Samurai, США (реж. Лэнс Манджиа)
- «Шесть дней, семь ночей» / Six Days Seven Nights, США (реж. Айвен Райтман)
- «Шоу Трумана» / The Truman Show, США (реж. Питер Уир)
- «Шулера» / Rounders, США (реж. Джон Дал)

### Отечественные фильмы

#### Азербайджан
- Беспокойство (реж. Рамиз Гасаноглу)

#### РФ
- «Блокпост» (реж. Александр Рогожкин)
- «День полнолуния» (реж. Карен Шахназаров)
- «Дети понедельника» (реж. Алла Сурикова)
- «Классик» (реж. Георгий Шенгелия)
- «Кто, если не мы» (реж. Валерий Приёмыхов)
- «Му-Му» (реж. Юрий Грымов)
- «На бойком месте» (реж. Алексей Сахаров, последняя картина режиссёра)
- «Не послать ли нам… гонца?» (реж. Валерий Чиков)
- «Окраина» (реж. Пётр Луцик)
- «Особенности национальной рыбалки» (реж. Александр Рогожкин)
- «Про уродов и людей» (реж. Алексей Балабанов)
- «Ретро втроём» (реж. Пётр Тодоровский)
- «Сочинение ко Дню Победы» (реж. Сергей Урсуляк, последняя роль в кино Олега Ефремова)
- «Страна глухих» (реж. Валерий Тодоровский)
- «Тесты для настоящих мужчин» (реж. Андрей Разенков)
- «Хрусталёв, машину!» (реж. Алексей Герман)
- «Цирк сгорел, и клоуны разбежались» (реж. Владимир Бортко)
- «Кокки - Бегущий Доктор» (реж. Светлана Баскова)

#### Фильмы совместных производителей

##### Двух и более стран
- «Две луны, три солнца» (реж. Роман Балаян);
- «Контракт со смертью» (реж. Дмитрий Астрахан);
- «Сибирский цирюльник» (реж. Никита Михалков)

## Телесериалы

### Латиноамериканские сериалы

#### Мексика
- Богиня любви
- Драгоценная
- Живу ради Елены (режиссёры Маноло Гарсия, Серхио Хименес, Рафаэль Рохас)
- Камила (1998—1999)
- Ложь
- Привилегия любить (1998—1999)
- Свет на пути
- Сеньора (совм. с Аргентиной)
- Узурпаторша
- Что происходит с нами?

### Видеоролик для детей
- Школьники увидели на зеркальном море
- Мужская причёска «Пальма»

### Российские телесериалы
- Улицы разбитых фонарей
- Зал ожидания (реж. Дмитрий Астрахан)
- Агент национальной безопасности

## Награды

### Премия «Оскар» 1998
- Лучший фильм: «Титаник»
- Лучший режиссёр: Джеймс Кэмерон — «Титаник»
- Лучший актёр: Джек Николсон — «Лучше не бывает»
- Лучшая актриса: Хелен Хант — «Лучше не бывает»
- Лучший актёр второго плана: Робин Уильямс — «Умница Уилл Хантинг»
- Лучшая актриса второго плана: «Ким Бейсингер» — «Секреты Лос-Анджелеса»
- Лучший иностранный фильм: «Характер»
- Лучший оригинальный сценарий: Мэтт Дэймон, Бен Аффлек — «Умница Уилл Хантинг»
- Лучший адаптированный сценарий: Брайан Хелгеленд, Кёртис Хэнсон, Джеймс Эллрой — «Секреты Лос-Анджелеса»

### 51-й Каннский кинофестиваль
- Золотая пальмовая ветвь: «Вечность и один день»
- Гран-При фестиваля: «Жизнь прекрасна»
- Приз жюри: «Торжество», «Зимние каникулы»
- Лучшая режиссёрская работа: Джон Бурмен — «Генерал»
- Приз за лучшую мужскую роль: Питер Муллан — «Меня зовут Джо»
- Приз за лучшую женскую роль: Элоди Буше и Наташа Ренье — «Воображаемая жизнь ангелов»
- Приз за лучший сценарий: Хэл Хартли — «Генри Фул»

### 55-й Венецианский кинофестиваль
- Золотой лев: «Сицилийцы»
- Серебряный лев за лучшую режиссёрскую работу: Эмир Кустурица — «Чёрная кошка, белый кот»
- Приз за лучшую мужскую роль: Шон Пенн — «Переполох»
- Приз за лучшую женскую роль: Катрин Денёв — «Вандомская площадь»
- Особый приз жюри: «Конечная остановка — рай»

### 48-й Берлинский кинофестиваль
- Золотой медведь: «Центральный вокзал»
- Серебряный медведь, Гран-При жюри фестиваля: «Дорога домой»
- Серебряный медведь за лучшую режиссёрскую работу: Нил Джордан — «Мальчик-мясник»
- Серебряный медведь за лучшую мужскую роль: Сэмюэл Л. Джексон — «Джеки Браун»
- Серебряный медведь за лучшую женскую роль: Фернанда Монтенегро — «Центральный вокзал»

### Кинофестиваль Сандэнс
- Гран-при (драма): «Слэм»
- Лучший режиссёр (игровое кино): Даррен Аронофски — «Пи»

### Премия «Золотой глобус» 1998
- Лучший фильм (драма): «Титаник»
- Лучший фильм (кинокомедия/мюзикл): «Лучше не бывает»
- Лучший режиссёр: Джеймс Кэмерон — «Титаник»
- Лучший актёр (драма): Питер Фонда— «Золото Ули»
- Лучший актёр (кинокомедия/мюзикл): Джек Николсон — «Лучше не бывает»
- Лучший актёр второго плана: Берт Рейнолдс— «Ночи в стиле буги»
- Лучшая актриса (драма): Джуди Денч — «Её величество Миссис Браун»
- Лучшая актриса (кинокомедия/мюзикл): Хелен Хант — «Лучше не бывает»
- Лучшая актриса второго плана: Ким Бейсингер — «Секреты Лос-Анджелеса»
- Лучший иностранный фильм: «Моя жизнь в розовом цвете»

### Кинопремия «BAFTA» 1998
- Лучший фильм: «Мужской стриптиз»
- Лучший фильм на иностранном языке:   «Квартира»
- Приз имени Дэвида Лина за достижения в режиссуре: Баз Лурман — «Ромео + Джульетта»
- Лучший актёр: Роберт Карлайл — «Мужской стриптиз»
- Лучшая актриса: Джуди Денч — «Её величество Миссис Браун»
- Лучший актёр второго плана: Том Уилкинсон — «Мужской стриптиз»
- Лучшая актриса второго плана: Сигурни Уивер — «Ледяной ветер»

### Critics' Choice Movie Awards 1998
- Лучший фильм: «Секреты Лос-Анджелеса»
- Лучший режиссёр: Джеймс Кэмерон — «Титаник»
- Лучшая актёр: Джек Николсон — «Лучше не бывает»
- Лучшая актриса: Хелена Бонэм Картер — «Крылья голубки»
- Лучший актёр второго плана: Энтони Хопкинс — «Амистад»
- Лучшая актриса второго плана: Джоан Кьюсак — «Вход и выход»
- Лучший семейный фильм: «Анастасия»
- Лучший фильм на иностранном языке: «Давайте потанцуем?»

### Премия Гильдии киноактёров США 1998
- Лучшая мужская роль: Джек Николсон — «Лучше не бывает»
- Лучшая женская роль: Хелен Хант — «Лучше не бывает»
- Лучшая мужская роль второго плана: Робин Уильямс — «Умница Уилл Хантинг»
- Лучшая женская роль второго плана: Ким Бейсингер — «Секреты Лос-Анджелеса», Глория Стюарт — «Титаник»
- Лучший актёрский состав: «Мужской стриптиз»

### Премия гильдия режиссёров Америки
- Лучший фильм: Джеймс Кэмерон — «Титаник»

### MTV Movie Awards 1998
- Лучший фильм года: «Титаник»
- Лучший актёр: Леонардо ДиКаприо — «Титаник»
- Лучшая актриса: Нив Кэмпбелл — «Крик 2»
- Прорыв года: Хэзер Грэм — «Ночи в стиле буги»

### Премия «Сатурн» 1998
- Лучший научно-фантастический фильм: «Люди в чёрном»
- Лучший фильм-фэнтези: «Остин Пауэрс: Человек-загадка международного масштаба»
- Лучший фильм ужасов: «Адвокат дьявола»
- Лучший приключенческий фильм/боевик/триллер: «Секреты Лос-Анджелеса»
- Лучший режиссёр: Джон Ву — «Без лица»
- Лучшая мужская роль: Пирс Броснан — «Завтра не умрёт никогда»
- Лучшая женская роль: Джоди Фостер — «Контакт»
- Лучшая мужская роль второго плана: Винсент Д’Онофрио — «Люди в чёрном»
- Лучшая женская роль второго плана: Глория Стюарт — «Титаник»
- Лучший сценарий: Майк Уэрб, Майкл Коллеари — «Без лица»

### Премия Европейской киноакадемии 1998
- Лучший европейский фильм: «Жизнь прекрасна»
- Лучший европейский режиссёр: Роланд Эммерих — «Годзилла»
- Лучший европейский актёр: Роберто Бениньи — «Жизнь прекрасна»
- Лучшая европейская актриса: Элоди Буше и Наташа Ренье — «Воображаемая жизнь ангелов»

### Кинопремия «Ника» 1998
- Лучший игровой фильм: «Вор»
- Лучший режиссёр: Павел Чухрай — «Вор»
- Лучший сценарий: Александр Миндадзе — «Время танцора»
- Лучший актёр: Владимир Машков — «Вор»
- Лучшая актриса: Екатерина Редникова — «Вор»
- Лучшая роль второго плана: Зураб Кипшидзе — «Время танцора»

### Кинофестиваль «Кинотавр» 1998
- Лучший фильм: «Время танцора»
- Лучшая мужская роль: Александр Збруев — «Бедная Саша»
- Лучшая женская роль: Зинаида Шарко — «Цирк сгорел, и клоуны разбежались»